# جون آجي نيلسن
جون آجي نيلسن (بالدنماركية: Knud Aage Nielsen)‏ هو لاعب كرة الريشة دنماركي، ولد في 1937.